# Paisaje de Tennessee (Alexander H. Wyant)
Paisaje de Tennessee o simplemente Tennessee es el tema de dos pinturas de Alexander Helwig Wyant, un pintor del paisaje estadounidense cuyas obras se asocian con la Escuela del río Hudson. Alexander Helwig Wyant fue uno de los pocos pintores de aquella escuela pictórica que sobrevivió a los cambios en los gustos de la crítica y del público, cuando las circunstancias de su país cambiaron.

## Historia
Cuando Wyant llegó a Nueva York, a principios de la década de 1860, la Escuela del Río Hudson todavía prevalecía en la pintura de paisajes. Wyant, deseoso de establecerse como artista profesional, quería emular las obras que vio en la Academia Nacional de Dibujo de Estados Unidos. En 1865, viajó a Alemania, a fin de estudiar con Hans Gude, antiguamente miembro de la Academia de Bellas Artes de Düsseldorf, quien por entonces enseñaba en Karlsruhe. La instrucción que Wyant recibió de Gude ponía de relieve los elementos esenciales de los pintores de la Escuela del río Hudson: un realismo casi fotográfico en la representación de la Naturaleza, capas finas de pintura dispuestas mediante pinceladas apretadas y controladas, un tono marrón en general, y un formato panorámico. Wyant fue el último gran pintor estadounidense en buscar esta formación, ya que el prestigio de la Düsseldorfer Malerschule estaba disminuyendo.

## Tema de la obra

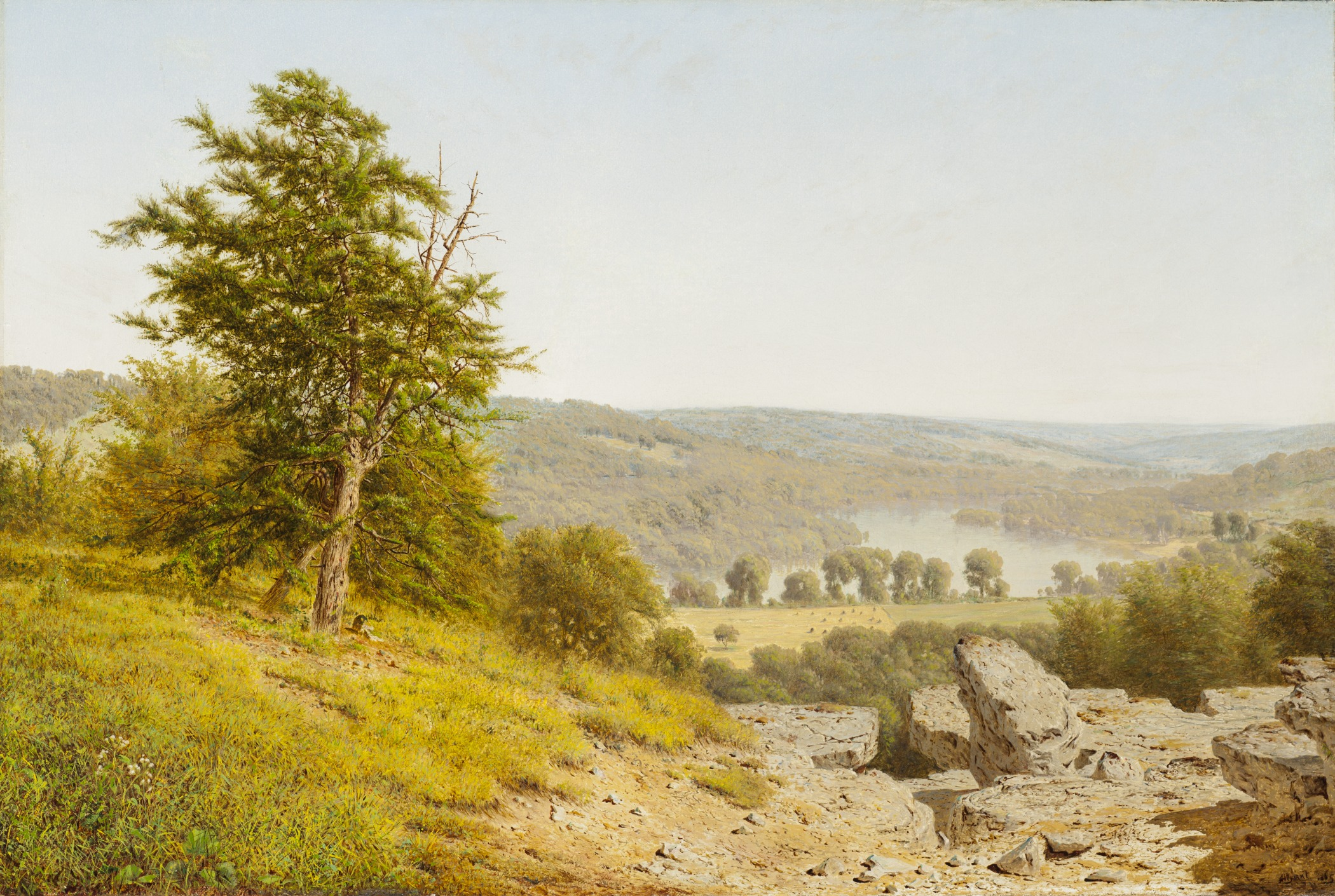
Landscape (Tennessee), año 1865. Museo de Arte del Condado de Los Ángeles.

Parece ser que Wyant había hecho un viaje a las afueras de Chattanooga (Tennessee), en los años 1850 o 1860, cuando pasaba mucho tiempo en Frankfort (Kentucky), e hizo bocetos de los lugares donde el río Tennessee cruza las montañas Cumberland. En 1865 había pintado una obra similar pero más pequeña y menos dramática en el tratamiento de la naturaleza: Landscape, o Tennessee, anteriormente conocido como Mohawk Valley (Museo de Arte del Condado de Los Ángeles). Ambas obras muestran la garganta del río Tennessee, una garganta producida por el río a través de las Cumberland Mountains, con Elder Mountain a la derecha del río, y Signal Mountain a su izquierda.

## Análisis de la obra
El tema de este lienzo es inusual, porqué fue realizado en un momento en que los artistas en el Nordeste de Estados Unidos evitaban representar paisajes del Sur de Estados Unidos. Wyant pintó este lienzo, siguiendo las enseñanzas de Gude, a partir de bocetos realizados anteriormente en los parajes representados. Este cuadro revela una menor influencia de la Escuela del Río Hudson y un mayor influjo de la Escuela de Barbizon y de la etapa madura de George Inness. En este sentido, cabe señalar una cierta predilección por los tonos verde-gris, que se convertiría en una característica de su trabajo posterior.
En cierto sentido, esta pintura representa una de las últimas manifestaciones de la Escuela del Río Hudson en su sentido original, porqué poco después de la Guerra de Secesión, los gustos cambiaron. Irónicamente, el área representada en la pintura de Wyant fue el escenario de más de una batalla de esta guerra, y Signal Mountain fue nombrado así por la estación de señales que se había instalado durante el conflicto. El país había perdido su inocencia y Norteamérica ya no podía ser percibida como un nuevo Jardín del Edén. Una iconografía que representara un paisaje inmaculado ya no era aplicable, y en estas nuevas condiciones, las obras de la Escuela del Río Hudson se volvieron obsoletas.

## Procedencia
- George A. Hearn, New York, circa 1901;
- Su hija, Mrs. George E. Schanck.[8]